# اندیس فلدسپات خضرآباد
فلدسپات خضر آباد* یک اندیس غیرفلزی است که در حوالی شهر خضر آباد استان یزد قرار دارد و مادهٔ معدنی موجود در آن، فلدسپات است.